# Загоруйко Аліна Леонідівна
Загоруйко Аліна Леонідівна (нар. 11 квітня 1984, Немирів Вінницької області, Українська РСР) — українська юристка, народний депутат України 9-го скликання, юрисконсульт ПП «Українська консультаційна група».
Кандидатка у народні депутати від партії «Слуга народу», обрана на парламентських виборах 2019 року, № 59 у списку. Безпартійна.. Заступниця голови комітет з питань організації державної влади, місцевого самоврядування, регіонального розвитку та містобудування у Верховній Раді України IX скликання (з 29 серпня 2019 року).

## Походження та навчання
Аліна Загоруйко народилась 1984 року у містечку Немирів на Вінниччині.
Навчалась в Академії муніципального управління, де здобула кваліфікацію юристки.

## Трудова діяльність
З 2007 по 2012 роки на громадських засадах працювала помічницею-консультанткою народного депутата 6-го скликання від «Блоку Юлії Тимошенко» Віктора Швеця. Також працювала старшою консультанткою парламентського Комітету з питань законодавчого забезпечення правоохоронної діяльності.
Потім перейшла на посаду головної консультантки управління забезпечення діяльності членів Комісії Секретаріату Центральної виборчої комісії України, також працювала помічницею членкині ЦВК Юлії Швець. У 2016 році була у списку пропозицій на нових членів ЦВК від "Блоку Петра Порошенка «Солідарність». Пішла з посади у березні 2018 року. Перейшла на посаду юрисконсультки ПП «Українська консультаційна група».
Під час виборів 2019 року Аліна Загоруйко була довіреною особою у ЦВК кандидата на посаду Президента України Володимира Зеленського.
Заступник голови Комітету Верховної Ради з питань організації державної влади, місцевого самоврядування, регіонального розвитку та містобудування, голова підкомітету з питань виборів, референдумів та інших форм безпосередньої демократії. Член Постійної делегації у Парламентській асамблеї ГУАМ.

## Скандали
22 липня 2025 року проголосувала за проєкт закону 12414, що обмежує Національне антикорупційне бюро України та Спеціалізовану антикорупційну прокуратуру. Закон викликав хвилю антикорупційних протестів.

## Родина
- Син: Іван Олександрович Кучер.